# بيلاسبور (الهند)
بيلاسبور هي مدينة، في الهند، تقع في بيلاس بور، بلغ عدد سكانها 331,030 نسمة، رمزها البريدي هو 495001.

## المناخ
يظهر الجدول التالي التغييرات المناخية على مدار السنة لبيلاسبور:
| البيانات المناخية لـبيلاسبور      | البيانات المناخية لـبيلاسبور | البيانات المناخية لـبيلاسبور | البيانات المناخية لـبيلاسبور | البيانات المناخية لـبيلاسبور | البيانات المناخية لـبيلاسبور | البيانات المناخية لـبيلاسبور | البيانات المناخية لـبيلاسبور | البيانات المناخية لـبيلاسبور | البيانات المناخية لـبيلاسبور | البيانات المناخية لـبيلاسبور | البيانات المناخية لـبيلاسبور | البيانات المناخية لـبيلاسبور | البيانات المناخية لـبيلاسبور |
| الشهر                             | يناير                        | فبراير                       | مارس                         | أبريل                        | مايو                         | يونيو                        | يوليو                        | أغسطس                        | سبتمبر                       | أكتوبر                       | نوفمبر                       | ديسمبر                       | المعدل السنوي                |
| --------------------------------- | ---------------------------- | ---------------------------- | ---------------------------- | ---------------------------- | ---------------------------- | ---------------------------- | ---------------------------- | ---------------------------- | ---------------------------- | ---------------------------- | ---------------------------- | ---------------------------- | ---------------------------- |
| متوسط درجة الحرارة الكبرى °م (°ف) | 23 (73)                      | 25 (77)                      | 30 (86)                      | 35 (95)                      | 40 (104)                     | 38 (100)                     | 28 (82)                      | 27 (81)                      | 28 (82)                      | 28 (82)                      | 25 (77)                      | 23 (73)                      | 29 (84)                      |
| متوسط درجة الحرارة الصغرى °م (°ف) | 10 (50)                      | 12 (54)                      | 16 (61)                      | 21 (70)                      | 30 (86)                      | 26 (79)                      | 22 (72)                      | 22 (72)                      | 21 (70)                      | 17 (63)                      | 12 (54)                      | 10 (50)                      | 18 (65)                      |
| الهطول مم (إنش)                   | 20 (0.8)                     | 30 (1.2)                     | 20 (0.8)                     | 20 (0.8)                     | 20 (0.8)                     | 200 (7.9)                    | 370 (14.6)                   | 360 (14.2)                   | 200 (7.9)                    | 70 (2.8)                     | 10 (0.4)                     | 0 (0)                        | 1٬320 (52.2)                 |
| المصدر: Bilaspur Weather          |                              |                              |                              |                              |                              |                              |                              |                              |                              |                              |                              |                              |                              |

## أعلام
- جون ويليام ثيودور يونغز
- ليزلي كلاوديوس